# Diego Sinagra
Diego Armando Maradona Sinagra (ur. 20 września 1986 w Neapolu) – włoski trener piłkarski, dawniej piłkarz nożny i plażowy, grający na pozycji pomocnika lub napastnika. Obecnie jest trenerem włoskiego Napoli United. Jest synem Diega Maradony.

## Kariera
W 2005 został zawodnikiem ASD Cervia 1920. W 2006 przeniósł się do Internapoli. Rozegrał dla tego klubu jedenaście meczów i doznał kontuzji. Rok później przeniósł się do ASD Quarto. Z klubem tym wywalczył awans do Serie D. Po kolejnym roku przeszedł do US Venafro, klubu z Serie D. Strzelił dla tego zespołu jedną bramkę (z ponad 30 metrów).
Po sezonie 2007/2008 rozpoczął grę w piłkę nożną plażową i dołączył do drużyny ASD Mare di Roma.

### Piłka nożna plażowa

#### Reprezentacja Włoch
W kwietniu 2008 został powołany do reprezentacji Włoch w piłce nożnej plażowej. Zadebiutował 12 maja w meczu z Grecją. Pojechał z zespołem na XIV Mistrzostwa Świata w Piłce Nożnej Plażowej.
21 lipca 2008 strzelił swą pierwszą bramkę dla reprezentacji Włoch (w meczu przeciwko Portugalii).

#### ASD Mare di Roma
W drużynie ASD Mare di Roma zadebiutował 27 czerwca 2008, w meczu przeciwko Alma Juventus Fano. W swoim debiucie strzelił bramkę.

## Życie prywatne
Urodzony we włoskim Neapolu, Sinagra - nazywany Diego Juniorem lub Dieguito - był wynikiem pozamałżeńskiego romansu Maradony z młodą miejscową kobietą o nazwisku Cristiana Sinagra, przez którą był samotnie wychowywany. Maradona uznał jego jako syna, dopiero 25 sierpnia 2016. 
10 czerwca 2015 Sinagra wziął ślub z Nunzią Pennino w rzymskokatolickim kościele w Neapolu i otrzymał błogosławieństwo papieża Franciszka. 